# 松原志歩
松原 志歩（まつばら しほ、1997年7月7日 - ）は、大阪府高石市出身の女子サッカー選手。スウェーデンのダームアルスヴェンスカン・ピーテオIF所属。ポジションはディフェンダー。女子サッカー選手の松原優菜は妹。セレッソ大阪堺レディース（現セレッソ大阪ヤンマーレディース）1期生。

## 来歴

### ユース
小学校3年生ごろから兄の影響でサッカーを始め、Erba FCで男子と一緒にサッカーをしていた。中学進学時にセレクションに合格し、セレッソ大阪レディースU-15の1期生となった。主にフォワードとして活躍した。

### シニア
2016年、高校卒業後、クラブとアマチュア契約をし、武庫川女子大学短期大学部に進学。
大学卒業後はセレッソ大阪サッカースクールのコーチに就任し、アマチュア選手としてプレーしながら、コーチとしても活動することになった。
2018年6月3日の浦和レッドダイヤモンズ・レディース戦で、なでしこリーグ通算100試合出場を達成した。
2019年、アルビレックス新潟レディースへ期限付き移籍。2020年に移籍期間を1年延長した。
2021年、サンフレッチェ広島レジーナへ完全移籍した。
2023年6月30日、海外挑戦のためサンフレッチェ広島レジーナを退団。同年8月17日、デンマーク1部リーグのフォルトゥナ・イェリングへの入団が発表された。

### 代表
2013年、U-16日本女子代表に選出され、AFC U-16女子選手権（中華人民共和国・南京市）に出場、チームの優勝に貢献した。
2014年、U-17日本女子代表に選出され、2014 FIFA U-17女子ワールドカップ（コスタリカ）に出場。グループステージでは2得点を挙げ、決勝トーナメントでは3試合全てでフル出場し、FIFA U-17女子ワールドカップ初優勝に貢献した。
2016年、U-20日本女子代表に選出され、2016 FIFA U-20女子ワールドカップ（パプアニューギニア）で銅メダルを獲得した。
2020年12月、なでしこチャレンジトレーニングキャンプのメンバーに選出された。

## 所属クラブ
- 2013年 - 2020年 セレッソ大阪堺レディース
  - 2019年 - 2020年 アルビレックス新潟レディース（期限付き移籍）
- 2021年 - 2023年 サンフレッチェ広島レジーナ
- 2023年 - 2025年 フォルトゥナ・イェリング（英語版）
- 2025年 - 現在 ピーテオIF（英語版）

## 個人成績

### クラブ
| クラブ                       | シーズン     | リーグ                   | 背番号 | リーグ戦 | リーグ戦 | カップ戦 | カップ戦 | リーグ杯 | リーグ杯 | UWCL/AWCL | UWCL/AWCL | 合計 | 合計 |
| クラブ                       | シーズン     | リーグ                   | 背番号 | 出場     | 得点     | 出場     | 得点     | 出場     | 得点     | 出場      | 得点      | 出場 | 得点 |
| ---------------------------- | ------------ | ------------------------ | ------ | -------- | -------- | -------- | -------- | -------- | -------- | --------- | --------- | ---- | ---- |
| セレッソ大阪堺レディース     | 2013         | チャレンジ               | 8      | 20       | 10       | 1        | 0        | —        | —        | —         | —         | 21   | 10   |
| セレッソ大阪堺レディース     | 2014         | チャレンジ               | 8      | 21       | 7        | -        | -        | —        | —        | —         | —         | 21   | 7    |
| セレッソ大阪堺レディース     | 2015         | チャレンジWEST           | 8      | 16       | 3        | -        | -        | —        | —        | —         | —         | 16   | 3    |
| セレッソ大阪堺レディース     | 2016         | なでしこ2部              | 8      | 16       | 3        | 2        | 1        | 8        | 4        | —         | —         | 26   | 8    |
| セレッソ大阪堺レディース     | 2017         | なでしこ2部              | 8      | 18       | 7        | 2        | 0        | 8        | 8        | —         | —         | 28   | 15   |
| セレッソ大阪堺レディース     | 2018         | なでしこ1部              | 8      | 18       | 2        | 2        | 0        | 8        | 2        | —         | —         | 28   | 4    |
| セレッソ大阪堺レディース     | 通算         | 通算                     | 通算   | 109      | 32       | 7        | 1        | 24       | 14       | 0         | 0         | 140  | 47   |
| アルビレックス新潟レディース | 2019         | なでしこ1部              | 18     | 14       | 0        | 2        | 0        | 8        | 1        | -         | -         | 24   | 1    |
| アルビレックス新潟レディース | 2020         | なでしこ1部              | 18     | 18       | 0        | 4        | 0        | —        | —        | —         | —         | 22   | 0    |
| アルビレックス新潟レディース | 通算         | 通算                     | 通算   | 32       | 0        | 6        | 0        | 8        | 1        | 0         | 0         | 46   | 1    |
| サンフレッチェ広島レジーナ   | 2021-22      | WE                       | 18     | 7        | 0        | 2        | 1        | —        | —        | —         | —         | 9    | 1    |
| サンフレッチェ広島レジーナ   | 2022-23      | WE                       | 18     | 1        | 0        | 1        | 0        | 2        | 0        | —         | —         | 4    | 0    |
| サンフレッチェ広島レジーナ   | 通算         | 通算                     | 通算   | 8        | 0        | 3        | 1        | 2        | 0        | 0         | 0         | 13   | 1    |
| フォルトゥナ・イェリング     | 2023-24      | クヴィンデリーガ         | 14     | 24       | 0        | 1        | 0        | —        | —        | -         | -         | 25   | 0    |
| フォルトゥナ・イェリング     | 2024-25      | クヴィンデリーガ         | 14     | 19       | 1        | 5        | 0        | —        | —        | -         | -         | 24   | 1    |
| フォルトゥナ・イェリング     | 通算         | 通算                     | 通算   | 43       | 1        | 6        | 0        | 0        | 0        | 0         | 0         | 49   | 1    |
| ピーテオIF                   | 2025-26      | ダームアルスヴェンスカン | 8      |          |          |          |          | —        | —        | -         | -         |      |      |
| 通算                         | 日本         | 日本                     | 1部    | 58       | 2        | 11       | 1        | 18       | 3        | 0         | 0         | 87   | 6    |
| 通算                         | 日本         | 日本                     | 2部    | 75       | 27       | 5        | 1        | 16       | 12       | 0         | 0         | 96   | 40   |
| 通算                         | 日本         | 日本                     | 3部    | 16       | 3        | 0        | 0        | 0        | 0        | 0         | 0         | 16   | 3    |
| 通算                         | デンマーク   | デンマーク               | 1部    | 43       | 1        | 6        | 0        | 0        | 0        | 0         | 0         | 49   | 1    |
| 通算                         | スウェーデン | スウェーデン             | 1部    |          |          |          |          |          |          |           |           |      |      |
| 総通算                       | 総通算       | 総通算                   | 総通算 | 192      | 33       | 22       | 2        | 34       | 15       | 0         | 0         | 248  | 50   |

- 日本女子サッカーリーグ
  - 初出場 - 2013年4月7日 チャレンジリーグ 第1節 スフィーダ世田谷FC戦 (駒沢オリンピック公園陸上競技場)[25]
  - 初得点 - 2013年5月12日 チャレンジリーグ 第6節 愛媛FCレディース戦 (南津守さくら公園スポーツ広場)[25]

- WEリーグ
  - 初出場 - 2021年9月12日 第1節 ちふれASエルフェン埼玉戦 (熊谷スポーツ文化公園陸上競技場)[26]

- クヴィンデリーガ（英語版）
  - 初出場 - 2023年8月26日 第1節 FCノアシェラン（デンマーク語版）戦 (ライト・トゥ・ドリーム・パルク)[27]
  - 初得点 - 2024年11月3日 第11節 FCノアシェラン戦 (イェリング・スタジアム（英語版）)[27]

### 代表

#### 主な出場歴
- U-16日本女子代表
  - AFC U-16女子選手権2013
- U-17日本女子代表
  - 2014 FIFA U-17女子ワールドカップ
- U-19日本女子代表
  - AFC U-19女子選手権2015
- U-20日本女子代表
  - 2016 FIFA U-20女子ワールドカップ

## タイトル

### クラブ
- セレッソ大阪堺レディース
  - チャレンジリーグWEST: 1回 (2015)
  - なでしこリーグカップ2部: 1回 (2017)

- フォルトゥナ・イェリング（英語版）
  - デンマーク女子カップ（英語版）: 1回 (2024-25)

### 代表
- U-16日本女子代表
  - AFC U-16女子選手権: 1回 (2013)
- U-17日本女子代表
  - FIFA U-17女子ワールドカップ: 1回 (2014)
- U-19日本女子代表
  - AFC U-19女子選手権: 1回 (2015)